# Ölanda Flygplats
Luchthaven Ölanda is een klein burgervliegveld op de noordpunt van het Zweedse eiland Öland. Het is gelegen tussen Byxelkrok en Grankulla.